# 18 février aux Jeux olympiques d'hiver de 2022
Pour un article plus général, voir Jeux olympiques d'hiver de 2022.
Le vendredi 18 février aux Jeux olympiques d'hiver de 2022 est le dix-septième jour de compétition.

## Programme
| Heure UTC+8 (Pékin)                           |               |
| bleu                                          | Cérémonie     |
| neutre                                        | Épreuve       |
| or                                            | Finale        |
| orange                                        | Petite finale |
| rose                                          | Reporté       |
| gris                                          | Annulé        |
| Compétition masculine                         | Hommes        |
| Compétition féminine                          | Femmes        |
| Compétition mixte (hommes et femmes mélangés) | Mixte         |
| Compétition en couple (1 homme et 1 femme)    | Couple        |
| modifier                                      |               |

| Horaire | Discipline Spécialité | Discipline Spécialité             | Discipline Spécialité                      | Phase                | Résultats                                                             | Références |
| ------- | --------------------- | --------------------------------- | ------------------------------------------ | -------------------- | --------------------------------------------------------------------- | ---------- |
| 09 h 30 |                       | Ski acrobatique Halfpipe          | Compétition femmes                         | Finale               | Gu Ailing · Cassie Sharpe · Rachael Karker                            | -          |
| 11 h 45 |                       | Ski acrobatique Skicross          | Compétition hommes                         | Qualifications       | -                                                                     | -          |
| 12 h 10 |                       | Hockey sur glace Tournoi masculin | Compétition hommes                         | Demi-finale Match 27 | 2 - 0                                                                 | -          |
| 14 h 00 |                       | Ski acrobatique Skicross          | Compétition hommes                         | Finale               | Ryan Regez · Alex Fiva · Sergueï Ridzik                               | -          |
| 14 h 05 |                       | Curling Tournoi masculin          | Compétition hommes                         | Petite finale        | 8 - 5                                                                 | -          |
| 15 h 00 |                       | Biathlon Départ groupé femmes     | Compétition femmes                         | Finale               | Justine Braisaz-Bouchet · Tiril Eckhoff · Marte Olsbu Røiseland       | -          |
| 16 h 30 |                       | Patinage de vitesse 1 000 mètres  | Compétition hommes                         | Finale               | Thomas Krol · Laurent Dubreuil · Håvard Holmefjord Lorentzen          | -          |
| 17 h 00 |                       | Biathlon Départ groupé hommes     | Compétition hommes                         | Finale               | Johannes Thingnes Bø · Martin Ponsiluoma · Vetle Sjåstad Christiansen | -          |
| 19 h 00 |                       | Patinage artistique Couples       | Compétition en couple (1 homme et 1 femme) | Programme court      | -                                                                     | -          |
| 20 h 00 |                       | Bobsleigh Bob à deux femmes       | Compétition femmes                         | Manche 1             | -                                                                     | -          |
| 20 h 05 |                       | Curling Tournoi féminin           | Compétition femmes                         | Demi-finale          | 11 - 12                                                               | -          |
| 20 h 05 |                       | Curling Tournoi féminin           | Compétition femmes                         | Demi-finale          | 8 - 6                                                                 | -          |
| 21 h 10 |                       | Hockey sur glace Tournoi masculin | Compétition hommes                         | Demi-finale Match 28 | 2 - 1                                                                 | -          |
| 21 h 30 |                       | Bobsleigh Bob à deux femmes       | Compétition femmes                         | Manche 2             | -                                                                     | -          |

## Tableau des médailles provisoire
- Pays organisateur (Chine)

| Rang  | Nation   | Or | Argent | Bronze | Total |
| ----- | -------- | -- | ------ | ------ | ----- |
| 01    | Norvège  | 1  | 1      | 3      | 5     |
| 02    | Suisse   | 1  | 1      | 0      | 2     |
| 03    | Pays-Bas | 1  | 0      | 0      | 1     |
| 03    | Chine    | 1  | 0      | 0      | 0     |
| 03    | France   | 1  | 0      | 0      | 1     |
| 06    | Canada   | 0  | 2      | 1      | 3     |
| 07    | Suède    | 0  | 1      | 0      | 1     |
| 08    | ROC      | 0  | 0      | 1      | 1     |
| Total | Total    | 5  | 5      | 5      | 15    |

| Rang  | Nation           | Or | Argent | Bronze | Total |
| ----- | ---------------- | -- | ------ | ------ | ----- |
| 01    | Norvège          | 15 | 8      | 11     | 34    |
| 02    | Allemagne        | 10 | 7      | 4      | 21    |
| 03    | États-Unis       | 8  | 8      | 5      | 21    |
| 04    | Chine            | 8  | 4      | 2      | 14    |
| 05    | Suède            | 7  | 5      | 4      | 16    |
| 05    | Pays-Bas         | 7  | 5      | 4      | 16    |
| 07    | Suisse           | 7  | 2      | 6      | 15    |
| 08    | Autriche         | 6  | 7      | 4      | 17    |
| 09    | ROC              | 5  | 9      | 13     | 27    |
| 10    | France           | 5  | 7      | 2      | 14    |
| 11    | Canada           | 4  | 7      | 12     | 23    |
| 12    | Japon            | 3  | 5      | 9      | 17    |
| 13    | Italie           | 2  | 7      | 7      | 16    |
| 14    | Corée du Sud     | 2  | 4      | 1      | 7     |
| 15    | Slovénie         | 2  | 3      | 2      | 7     |
| 16    | Finlande         | 1  | 2      | 3      | 6     |
| 17    | Australie        | 1  | 2      | 1      | 4     |
| 18    | Nouvelle-Zélande | 1  | 1      | 0      | 2     |
| 19    | Hongrie          | 1  | 0      | 2      | 3     |
| 20    | Tchéquie         | 1  | 0      | 1      | 2     |
| 21    | Slovaquie        | 1  | 0      | 0      | 1     |
| 22    | Biélorussie      | 0  | 2      | 0      | 2     |
| 23    | Espagne          | 0  | 1      | 0      | 1     |
| 23    | Ukraine          | 0  | 1      | 0      | 1     |
| 25    | Belgique         | 0  | 0      | 1      | 1     |
| 25    | Estonie          | 0  | 0      | 1      | 1     |
| 25    | Lettonie         | 0  | 0      | 1      | 1     |
| 25    | Pologne          | 0  | 0      | 1      | 1     |
| Total | Total            | 97 | 97     | 97     | 291   |